# 伊戸のりお
伊戸 のりお（いど のりお、1957年7月24日 - ）は、日本の作曲家・編曲家。本名：茅花徳男（かやはな のりお）。趣味は音楽鑑賞。 北海道江別市出身。 

## 略歴
父である作曲家 茅 大介（かや だいすけ）に従事し、音楽学校を卒業後1980年三船和子の編曲で東芝EMIより編曲家デビュー。石上久美子「人生双六男の旅路」（ビクターレコード）で全国デビュー以来、作・編曲、演奏家としてレコーディング及びステージ活動中。現在までに5000曲以上を編曲する。

## 主な編曲楽曲
- 逢川まさき「しのび逢い」「ささえ」「港ブルース」「上海航路」「ふるさとは天草」「花つくばい」「おんな酒・・・」「女の最終便」
- 相川美保「明日花」「香林坊ブルース」「かわいい女」
- 石原詢子「おんなの春」「この世で一番好きな人」
- 大川栄策「浪花ことぶき」
- 丘みどり「みどりのケセラセラ」
- 小沢亜貴子「風舞岬（かぜまいみさき）」「夕凪」
- 尾鷲義仁「母さんの秋」
- オヨネーズ「麦畑」「麦畑パートⅡ」
- かとうれい子「純情」「風鈴」「花いかだ」
- 川野夏美「悲別～かなしべつ～」「冬の月」
- 北島三郎 「幾多の恩」
- 北見恭子「大阪のれん」「酔いどれ切符」
- 北山たけし「片道切符」
- 香西かおり「糸車、からり」「酒のやど」「酒暦」
- 小金沢昇司「別れの街」「ひとひらの雪」「言い出せなくて」「二人の合言葉（キーワード）」「湾岸（ベイサイド）ホテル」「ありがとう…感謝」
- 小桜舞子「恋する城下町」「おんな男鹿港」
- 伍代夏子「女のまこと」
- 小林幸子「越後絶唱」
- さこみちよ「りばいばる大阪」
- 三條正人「ふたりの海峡線」「小樽しぐれて」
- 三代目コロムビア・ローズ「出航五分前」「最終便」
- 紫艶「上海Doll」
- 高倉一朗「おんなの雨情（あめ）」
- 田川寿美「ここは港町」「哀愁酒場」
- 竹島宏「花水木」「恋にやぶれて」「うたかたの風」
- 天童よしみ「紅頭巾参上」「曇りのち晴れ」「いのちの春」「夕月おけさ」「一番星」
- 戸川よし乃「十勝望郷歌」
- 永井みゆき「大阪やどり」「愛がこわいの」
- 中西りえ 「北海男節」「匠」「待宵橋恋唄」「この恋待ったなし」
- 長保有紀「酒匂川」
- 中山たかし「生きてこの道」「蓼科の風」
- 長山洋子「捨てられて」「じょんから女節」
- 葉月ゆう子「乱れ三味線」「冬そして夫婦花」
- 氷川きよし「箱根八里の半次郎」「大井追っかけ音次郎」「きよしのズンドコ節」「星空の秋子」「白雲の城」「きよしのドドンパ」「初恋列車」「番場の忠太郎」「情熱のマリアッチ」「虹色のバイヨン」「ときめきのルンバ」「満天の瞳」
- 藤あや子「花びら慕情」「夾竹桃」「まごころの花」「北へ…ひとり旅」「あや子のお国自慢だよ〜がんばろな東北!!〜」
- 平和勝次「昭和あかり船」
- 前川清「黄昏の匂い」「倖せの約束-男のありがとう-」
- 松尾和美「えらいこっちゃで」
- 美咲じゅん子「赤いひまわり」「白い雨」「成田エアポート」
- 三沢あけみ「風まかせ」
- 水森かおり「嵯峨野巡礼」「松島紀行」
- 三山ひろし「お岩木山」
- 森進一「八甲田」
- 森山愛子「おぼろ月夜の上州路」「尾曳の渡し」「伊吹おろし」
- 山口貴光「雨の出船」
- 山内惠介「霧情」「船酒場」「恋する街角」「白樺の誓い」「冬枯れのヴィオラ」「涙くれないか」「釧路空港」「スポットライト」「流転の波止場」「古傷」
- 山内惠介＆水谷千重子「恋のハナシをしましょうね」
- 渡辺要「大間崎漁歌」

## 著作
- 伊戸のりおのカラオケ辞典（ミューズ）

## 音楽担当
- 忍ペンまん丸

## テレビ出演
- チバテレビカラオケ大賞21→カラオケ大賞 - 2017年より審査員長を務めている。